# 錢琳
錢琳（リンリン，1991年3月11日—），生於中華人民共和國浙江省杭州市。錢琳是日本女子組合“早安少女組。”第八期前成員，加入Hello! Project後取日本名（琳琳）。她和同期加入的李純是早安成军九年以來首次加入的外国成员。李純與錢琳已於2010年12月15日於早安少女組。以及Hello! Project畢業，引退後現已結婚生子，照顧家庭。

## 個人背景
錢琳在就讀小學2年級時便已出道，擁有多年演戲、唱歌與主持經驗。小時候亦曾與譚詠麟和陳錦鴻合照。
2000年獲杭州少兒卡拉OK大賽冠軍。同年獲杭州第二屆超級模仿秀大賽冠軍。
2001年參加北京「歡樂總動員」獲冠軍。同年參加上海「激情方向盤」才藝大比拼獲冠軍。
2002年參加寧波電視台「音樂工場」獲冠軍。同年參演3套古裝大戲竇娥冤、千里尋母記及新白蛇傳。
2003年擔「娃哈哈西湖狂歡節」系列文藝活動。同年主持杭州「西湖博覽會」開幕式。同年再與李斌、胡可主持「歡樂小勇士」，令該節目收視率創新高。同年亦開始參與8套電視劇集的演出。
2005年更在她當時的經理人公司太合麥田的支持下前往日本艾迴（AVEX）唱片公司接受全方位演藝培訓。
2006年年末經介紹加入Hello! pro EGG，並於2007年1月於《Hello! Project 2007 Winter 〜集結! 10th Anniversary〜》登台演出。其後與李純會合一同進行訓練。
2007年3月15日，淳君在早安的官方電視節目Hello! Morning内宣佈，來自中國的李純和錢琳將會成為早安的第八期留學生成員。淳君並說此安排將會對早安在亞洲市場的發展有重要作用。兩人於第二天與其他成員見面。三日後，李純與錢琳首次在Haromoni@中露面。
從2007年7月25日首張作為早安少女組的一員的出道單曲《願女人幸福》。在隊伍中以出色的唱功和在演唱會上穩定的現場表現著稱。
2009年3月20日「早安少女組。Concert Tour 2009春 ～Platinum 9 DISCO～」巡迴演唱會開始，其中錢琳負責在鋼琴伴奏下，獨唱前半首，幾乎是清唱2分鐘，歌唱實力受到公司肯定。
2009年6月5日早安少女组的製作人淳君在個人官方Blog中宣佈錢琳將成為新一代「迷你早安。」重組後的隊長。
2009年7月15日，Up-Front公司推出翻唱大碟共14首懷舊名曲，當中30位合唱歌手只有3位可以獨佔一首獨唱歌曲，而第12首懷舊名曲《for you…》便是由錢琳獨唱，另外兩首分別由早安的主音高橋愛、田中麗奈負責。《for you…》最初於1982年3月5日由高橋真梨子原唱，其後於1984年兩年後在香港譯成廣東話版本，正是譚詠麟的名曲《霧之戀》。此曲的原作曲者是。
2009年6月淳君於部落格宣佈新迷你早安邀請琳琳加入，並當任隊長一職。
2010年4月開設官方個人部落格 http://blog.sina.com.cn/zaoanshaonuzulinlin （页面存档备份，存于）
2010年8月8日，早安少女组的制作人淳君宣佈錢琳、李純和龜井繪里三人將在2010年秋季舉行的早安少女組｡巡迴演唱會最終日上，從早安少女組｡和早安家族中畢業。
2010年12月15日，從早安少女組。以及Hello! Project畢業。

## 演出

### 電視劇集
- 自流井 （2004年）
- 朱元璋 （2004年，胡軍飾朱元璋，錢琳飾少年朱棣）
- 交警沈克誠 （2003年，飾沈克誠之女）
- 鄉村女教師 （2003年，飾曹曉紅）
- 永樂英雄兒女 （2003年，共36集，劉曉慶飾錦娘，錢琳飾童年小錦娘）
- 武當 （2003年，飾小叮當）
- 妻子 （2003年，飾劇中傅彪女兒）
- 誰主沉浮 （2003年，共40集，又名《長河東流》，劉曉慶飾孝莊，錢琳飾孝莊的女兒小公主）

### 古裝大戲
- 新白蛇傳 （2002年，飾小白娘子）
- 台灣的千里尋母記 （2002年，共30集，飾主人公小丁宛儀）
- 竇娥冤 （2002年，飾蘇瑾劇中的童年小竇娥）

### 電視節目
- Haromoni@ （2007年7月22日－2008年9月28日-東京電視台）
- (2010年4月1日 - 、東京電視台)
- 生活大爆炸 （杭州電視台少兒頻道）

### 電影
- （2009年12月公開予定） - （與田中麗奈共同擔任配音員[2]）

## 作品

### DVD
- 2007年9月26日 Morning Days Vol.01

### 單曲
- 2013年6月8日《戰豆 Fighting》

## 外部連結
- 早安家族中文官方網站
- Hello! Project -Official Site- （页面存档备份，存于） （日語）
- 錢琳在太合麥田網站裡的個人資料（简体中文）
- 琳琳_新浪博客@中國新浪網 （页面存档备份，存于）（简体中文）
- 錢琳的新浪微博（简体中文）